# Moselle Open 2023
Moselle Open 2023 byl tenisový turnaj na mužském profesionálním okruhu ATP Tour hraný v Arènes de Metz. Dvacátý ročník Moselle Open probíhal mezi 5. až 11. listopadem 2023 ve francouzských Metách na krytých dvorcích s tvrdým povrchem.
Turnaj dotovaný 603 705 eury patřil do kategorie ATP Tour 250. Nejvýše nasazeným singlistou se, po odstoupení Runeho s de Minaurem, stal patnáctý tenista světa Karen Chačanov. Jako poslední přímý účastník do hlavní soutěže nastoupil francouzský 107. hráč žebříčku Constant Lestienne. V důsledku invaze Ruska na Ukrajinu na konci února 2022 řídící organizace tenisu ATP, WTA a ITF s grandslamy rozhodly, že ruští a běloruští tenisté mohli dále na okruzích startovat, ale do odvolání nikoli pod vlajkami Ruska a Běloruska.
Čtvrtým singlovým titulem na okruhu ATP Tour udržel 25letý metský rodák Ugo Humbert finálovou neporazitelnost. Na žebříčku ATP se posunul na nové kariérní maximum, 20. místo. Sezónu tak zakončil jako francouzská jednička. Trofej z roku 2022 obhájili Monačan Hugo Nys s Polákem Janem Zielińskim a získali třetí párovou trofej. Zieliński dovršil hattrick, když ovládl třetí ročník Moselle Open v řadě.

## Rozdělení bodů a finančních odměn

### Rozdělení bodů
| Soutěž  | Soutěž | vítězové | finalisté | semifinalisté | čtvrtfinalisté | 16 v kole | 28 v kole | Q  | Q2 | Q1 |
| ------- | ------ | -------- | --------- | ------------- | -------------- | --------- | --------- | -- | -- | -- |
| dvouhra | [ 2 ]  | 250      | 150       | 90            | 45             | 20        | 0         | 12 | 6  | 0  |
| čtyřhra | [ 7 ]  | 250      | 150       | 90            | 45             | 0         | —         | —  | —  | —  |

### Finanční odměny
| Soutěž                                | Soutěž      | vítězové | finalisté | semifinalisté | čtvrtfinalisté | 16 v kole | 28 v kole | Q2      | Q1      |
| ------------------------------------- | ----------- | -------- | --------- | ------------- | -------------- | --------- | --------- | ------- | ------- |
| dvouhra                               | [ 2 ] [ 8 ] | 85 605 € | 49 940 €  | 29 355 €      | 17 010 €       | 9 880 €   | 6 035 €   | 3 020 € | 1 645 € |
| čtyřhra                               | [ 7 ]       | 29 745 € | 15 910 €  | 9 330 €       | 5 220 €        | 3 070 €   | —         | —       | —       |
| částka ve čtyřhrách je uvedena na pár |             |          |           |               |                |           |           |         |         |

## Mužská dvouhra

### Nasazení
| Stát                          | Hráč             | ATP | Nasazení |
| ----------------------------- | ---------------- | --- | -------- |
| Dánsko                        | Holger Rune      | 7.  | 1.       |
| Austrálie                     | Alex de Minaur   | 13. | 2.       |
|                               | Karen Chačanov   | 15. | 3.       |
| Francie                       | Ugo Humbert      | 26. | 4.       |
| Kazachstán                    | Alexandr Bublik  | 33. | 5.       |
| Itálie                        | Lorenzo Sonego   | 46. | 6.       |
| Německo                       | Yannick Hanfmann | 47. | 7.       |
| Švýcarsko                     | Stan Wawrinka    | 51. | 8.       |
| Německo                       | Daniel Altmaier  | 54. | 9.       |
| Žebříček ATP k 30. říjnu 2023 |                  |     |          |

### Jiné formy účasti
Následující hráči obdrželi divokou kartu do hlavní soutěže:
- Arthur Cazaux
- Fabio Fognini
- Pierre-Hugues Herbert

Následující hráči postoupili z kvalifikace:
- Mathias Bourgue
- Calvin Hemery
- Harold Mayot
- Abdullah Shelbayh

Následující hráči postoupili z kvalifikace jako šťastní poražení:
- Gijs Brouwer
- Matteo Martineau
- Máté Valkusz

### Odhlášení
před zahájením turnaj
- Félix Auger-Aliassime → nahradil jej  Botic van de Zandschulp
- Alex de Minaur → nahradil jej  Gijs Brouwer
- Arthur Fils → nahradil jej  Matteo Martineau
- Hubert Hurkacz → nahradil jej  Constant Lestienne
- Aslan Karacev → nahradil jej  Lorenzo Sonego
- Jiří Lehečka → nahradil jej  Josuke Watanuki
- Andy Murray → nahradil jej  Hugo Gaston
- Jošihito Nišioka → nahradil jej  Dominic Thiem
- Cameron Norrie → nahradil jej  Yannick Hanfmann
- Tommy Paul → nahradil jej  Bernabé Zapata Miralles
- Holger Rune → nahradil jej  Máté Valkusz
- Casper Ruud → nahradil jej Alexandr Ševčenko
- Roman Safiullin → nahradil jej  Thiago Seyboth Wild
- J. J. Wolf → nahradil jej  Luca Van Assche

## Mužská čtyřhra

### Nasazení
| Stát                                                                     | Hráč             | Stát      | Hráč          | ATP | Nasazení |
| ------------------------------------------------------------------------ | ---------------- | --------- | ------------- | --- | -------- |
| Monako                                                                   | Hugo Nys         | Polsko    | Jan Zieliński | 41. | 1.       |
| Finsko                                                                   | Harri Heliövaara | Německo   | Andreas Mies  | 62. | 2.       |
| Spojené království                                                       | Lloyd Glasspool  | Austrálie | John Peers    | 70. | 3.       |
| Francie                                                                  | Sadio Doumbia    | Francie   | Fabien Reboul | 72. | 4.       |
| Žebříček ATP k 30. říjnu 2023; číslo je součtem umístění obou členů páru |                  |           |               |     |          |

### Jiné formy účasti
Následující páry obdržely divokou kartu do hlavní soutěže:
- Ugo Blanchet /  Matteo Martineau
- Fabio Fognini /  Pierre-Hugues Herbert

### Odhlášení
před zahájením turnaj
- Marcelo Arévalo  /  Jean-Julien Rojer → nahradili je  Dan Added /  Jonathan Eysseric
- Santiago González /  Édouard Roger-Vasselin → nahradili je  Constantin Frantzen /  Hendrik Jebens
- Pierre-Hugues Herbert  /  Nicolas Mahut → nahradili je  Sander Arends /  Miguel Ángel Reyes-Varela
- Kevin Krawietz  /  Tim Pütz → nahradili je  Théo Arribagé /  Luca Sanchez
- Jamie Murray  /  Michael Venus → nahradili je  Anirudh Čandrasekar /  Bart Stevens

## Přehled finále

### Mužská dvouhra
- Ugo Humbert vs.   Alexandr Ševčenko, 6–3, 6–3

### Mužská čtyřhra
- Hugo Nys /  Jan Zieliński vs.  Hendrik Jebens /  Constantin Frantzen, 6–4, 6–4